# Karoline de Souza
Karoline Helena de Souza (* 24. April 1990 in Paranaguá) ist eine brasilianische Handballspielerin.
Karoline de Souza spielte anfangs in ihrer Heimat bei AD Estrela de Guarulhos und UCS Caxias do Sul. Im Januar 2011 nahm sie der ungarische Verein Siófok KC unter Vertrag. Im Sommer 2012 schloss sich die im linken Rückraum spielende Akteurin dem österreichischen Verein Hypo Niederösterreich an. Mit Hypo gewann sie 2013 die Meisterschaft, den ÖHB-Cup sowie den Europapokal der Pokalsieger. 2013 wechselte die Brasilianerin zum dänischen Erstligisten Team Tvis Holstebro, bei dem sie vorrangig im rechten Rückraum eingesetzt wird. Ab der Saison 2014/15 lief sie für Nykøbing Falster Håndboldklub auf. Ab dem Sommer 2016 stand sie beim ungarischen Verein Ipress Center-Vác unter Vertrag. Im Sommer 2019 wechselte sie zu Mosonmagyaróvári KC SE. Im September 2020 unterschrieb Karoline de Souza einen Vertrag beim rumänischen Erstligisten CS Minaur Baia Mare. Im Sommer 2022 wechselte sie zum Ligakonkurrenten HC Dunărea Brăila. Seit der Saison 2024/25 steht sie beim rumänischen Erstligisten CSM Iași 2020 unter Vertrag.
Karoline de Souza gehört dem Kader der brasilianischen Nationalmannschaft an. Mit der brasilianische Auswahl nahm sie an der Weltmeisterschaft 2013 teil und gewann den WM-Titel. Mit Brasilien gewann sie die Panamerikameisterschaft 2015.